# Escuelas Públicas de Emporia
Las Escuelas Públicas de Emporia (Emporia Public Schools) o el Distrito Escolar USD #253 de la Ciudad de Emporia (Unified School District 253), es un distrito escolar del Condado de Lyon, Kansas, Estados Unidos. Tiene su sede en Emporia.
A partir de 2017 tenía 4.600 estudiantes y 1.000 empleados.

## Escuelas
Escuela secundaria y escuela preparatoria:
- Emporia High School
- Emporia Middle School

Escuelas primarias:
- Logan Avenue Elementary School
- Riverside Elementary School
- Timmerman Elementary School
- Village Elementary School
- William Allen White Elementary School
- Walnut Elementary School

Jardín de niños:
- Maynard Early Childhood Center

Otras:
- Turning Point Academy
- Flint Hills Learning Center